# Ручка, ножка, огуречик
«Ру́чка, но́жка, огуре́чик» — рассказ Юрия Домбровского, написанный в 1977 году. Основой для него послужил напряжённый период в жизни автора, в который он подвергался преследованиям. Рассказ относится к московскому периоду творчества Домбровского и считается для него пророческим.

## Сюжет
67-летний писатель после того, как его неопубликованный и «крамольный» роман получил популярность, стал получать телефонные угрозы. Во время одного из звонков, получив угрозу расправы, он вызывает анонимного собеседника на местный пустырь для выяснения отношений. В это время к нему приходит знакомая актриса, которая отговаривает писателя от такого поступка. Вопреки её просьбам, он отправляется на пустырь и через некоторое время возвращается, так никого и не дождавшись. Затем герой решает отправиться на дачу к жене, где намерен продолжить работу. На перроне он встречается со знакомым книголюбом, с которым, как оказывается, ему по пути. В дороге он подмечает ряд странностей за своим знакомым, и к нему начинает закрадываться подозрение. Тем не менее писатель сходит вместе с книголюбом на станции и приходит в сторожку лесника, где его ожидают уже два молодых человека. Завязывается драка, в ходе которой герой погибает.

## Предыстория
А потом, году в 1983-84-м я прочёл рассказ, который меня сразил наповал. Если я не путаю, это был альманах «Поиски»… Самиздатский альманах «Поиски» в тамиздатском издании, и там был рассказ Юрия Домбровского «Ручка, ножка, огуречик». Рассказ маленький, но если вы его читали, то ваша жизнь после этого переворачивается, вы становитесь другим читателем.
Это был первый текст Домбровского, который я прочел в своей жизни. И тут я схватился за голову! Я понял, что не читал «Хранителя древностей», «Смуглую леди. Три новеллы о Шекспире», что я упустил такого писателя. Но меня страшно заинтересовало: что же он мог опубликовать в Советском Союзе, в официальных журналах, в издательствах советских, как такой писатель мог печататься? И тогда мне пришла мысль, что советские его произведения, должно быть, слабые, потому что с рассказом «Ручка, ножка, огуречик» ничего сравниться не могло.
Согласно одному мнению, в основу рассказа были положены переживания Домбровского из-за публикации его романа «Факультет ненужных вещей» в Париже. Однако роман был напечатан в 1978 году, уже после написания рассказа. Согласно другому взгляду, высказанному вдовой писателя К. Ф. Турумовой-Домбровской, в «Ручке, ножке, огуречике» нашла отражение напряжённая обстановка той эпохи. Так, сразу вслед за окончанием в марте 1975 года того же «Факультета ненужных вещей» началось преследование писателя, выразившееся в угрозах и ночных звонках и окончившееся его избиением в фойе ресторана Центрального дома литераторов. Последнее привело к смерти писателя, и рассказ приобрёл репутацию провидческого, пророческого.
Знакомый Домбровского Теодор Вульфович писал о произведении, что не капитальный роман «Факультет ненужных вещей», а «маленький рассказ оказался куда более жутким и отвечал на вопросы самого последнего периода времени — смесь фактов и фантазии. Фантазии самые что ни на есть реальные, казалось, были разбужены страхами, а страхи были вызваны этими самыми…»

## Написание и публикация
Рассказ «Ручка, ножка, огуречик», ставший последним для Домбровского, был написан в 1977 году и относится к московскому периоду жизни и творчества автора. Место написания сам писатель определил как «Москва — Голицыно». Впервые рассказ был опубликован в третьем номере самиздатовского журнала «Поиски». Иногда местом первой публикации называется журнал «Новый мир», в первом номере которого за 1990 год рассказ действительно был напечатан (с пометкой «Публикация К. Ф. Домбровской-Турумовой»).

## Художественные особенности
Сам рассказ посвящён теме незащищённости человека, а именно: нравственным и психологическим последствиям, которые она влечёт за собой. Наряду с поэтическим наследием Домбровского, рассказ отражает его «моменты сомнений, поисков, признаки бессилия рационалистического сознания перед лицом масштабов социального зла, несовершенством человеческой природы».
Боязнь не нападения, а неоказания должного отпора, проявляемая главным героем рассказа, по мнению Д. Быкова, является проявлением одной из главных составляющих мировоззрения Домбровского, а именно: врождённого отсутствия страха. Далее Быков, сопоставляя одно из стихотворений автора и эпизод с финкой из рассказа, приходит к выводу, что ближайшим к писателю является Э. Лимонов, а объединяет их «…нежность, умение ценить прелесть мира и его краски, то же бродяжничество, элегантность, веселье — и совершенная безбашенность в экстремальной ситуации».
По мнению исследователя Е. С. Демичевой, которая относит рассказ к «шекспировскому тексту», в нём наряду с «Факультетом ненужных вещей» выделяются т. н. интертекстуальные элементы, характерные для произведений реалистической направленности, а именно: «точечные цитаты», эпиграфы, реминисценции. Мотив «вывихнутого времени», сквозной для «шекспировского текста», присутствует и в рассказе Домбровского: эта «гамлетовская тема … оборачивается утратой людьми памяти». По словам героя-писателя, «…все что-то сходят с ума. Все потеряли память». Преследующие героя фантазии об угрозе и убийстве являются лишь свидетельством его недоверия к окружающим вследствие утраты памяти. Такие перемены, с точки зрения писателя, берут начало в длительном лагерном заключении. Гонимый интеллигент Домбровского отличается от Гамлета-интеллигента середины XIX века, «лишнего человека», переживанием вечного страха перед заключением. Однако в то же время их объединяют «озабоченность героев такого типа онтологическими вопросами, неприкаянность, невозможность обрести покой в своих душевных метаниях».

## Экранизации
В 1991 году по мотивам рассказа была снята киноновелла «Наваждение» режиссёра Бориса Михайлова. В 1994 году по произведению был поставлен одноимённый телеспектакль; автором сценария и режиссёром выступила Ольга Кознова, которая определила его как спектакль «об экзамене на человеческую принадлежность».